# Kalle Jalkanen
 (décembre 2023).
Si vous disposez d'ouvrages ou d'articles de référence ou si vous connaissez des sites web de qualité traitant du thème abordé ici, merci de compléter l'article en donnant les références utiles à sa vérifiabilité et en les liant à la section « Notes et références ».
Kalle Jalkanen (né le 10 mai 1907 à Suonenjoki et décédé le 5 septembre 1941 à Kirjasalo) est un ancien fondeur finlandais.

## Jeux olympiques
- Jeux olympiques d'hiver de 1936 à Garmisch-Partenkirchen 
  -  Médaille d'or en relais 4 × 10 km.

## Championnats du monde
- Championnats du monde de ski nordique 1937 à Chamonix 
  -  Médaille d'argent sur 18 km.
  -  Médaille d'argent en relais 4 × 10 km.
- Championnats du monde de ski nordique 1938 à Lahti 
  -  Médaille d'or sur 50 km.
  -  Médaille de bronze sur 18 km.